# Europäische Gefängnisregeln
Die Europäischen Gefängnisregeln (European Prison Rules) oder Europäischen Strafvollzugsgrundsätze sind Empfehlungen des Europarates für seine Mitgliedstaaten, denen zunehmend Bedeutung zukommt.

## Geschichte
Die Europäischen Gefängnisregeln von 1973 gehen auf die Mindestgrundsätze der Vereinten Nationen für die Behandlung von Gefangenen (1955) zurück. Eine überarbeitete Fassung wurde 1987 beschlossen. Weitere Überarbeitungen sind 2006 und 2020 vom Ministerkomitee des Europarates beschlossen worden. Die Mindestregeln sind in den beiden offiziellen Sprachen des Europarates (englisch und französisch) abgefasst. Die Mitgliedsstaaten des Europarates haben sich dazu verpflichtet, die Europäischen Gefängnisregeln dem Vollzugspersonal und den Gefangenen in der jeweiligen Landessprache bekannt zu machen. Die Justizminister Deutschlands, Österreichs und der Schweiz sind dem bislang in der Weise nachgekommen, dass sie gemeinsam eine Übersetzung veranlasst und diese als Buch (1975, 1988) herausgegeben haben. Allerdings sind die Neufassungen bisher nicht auf Deutsch erschienen, weshalb auch in den Bibliotheken der JVAs allenfalls die überholten Fassungen vorhanden sind.

## Rechtsgeltung
Die Europäischen Gefängnisregeln sind weder internationales noch nationales Recht, sondern bloße Empfehlungen. Manchmal werden sie auch als "weiches Recht" (soft law) bezeichnet, womit angedeutet wird, dass sie eben doch nicht ganz unverbindlich sind. Weder die nationalen Gerichte noch der Europäische Gerichtshof für Menschenrechte sind an die Europäischen Gefängnisregeln gebunden. Allerdings hat der Europäische Ausschuss zur Verhütung von Folter des Europarates begonnen, die Europäischen Gefängnisregeln als Maßstab zu benutzen mit dem nationales Recht gemessen werden kann. In der Folge hat auch der Europäische Gerichtshof für Menschenrechte damit angefangen, sich auf die Europäischen Gefängnisregeln zu beziehen. Es liegt daher nahe, dass auch Gefangene sich in Zukunft stärker auf diese Regeln berufen werden. Im Europarlament wird darüber nachgedacht, auf der Basis der Europäischen Gefängnisregeln ein rechtlich verbindliches Europäisches Strafvollzugsgesetz zu schaffen.

## Geltungsbereich
Die Regeln gelten primär für Strafgefangene und Untersuchungsgefangene (Regel 10.1). Sie sind aber auch anwendbar auf Personen, die aus anderen Gründen in einer Strafanstalt oder einer Untersuchungshaftanstalt untergebracht wurden (Regel 10.3 a). Ferner sind sie anwendbar auf Personen, die von einem Gericht in Untersuchungshaft genommen oder zu einer Freiheitsstrafe verurteilt wurden, jedoch anderswo untergebracht wurden (Regel 10.3 b.

## Prinzipien
Der neuesten Fassung der Europäischen Gefängnisregeln sind neun Prinzipien vorangestellt, welche die Auslegung und Umsetzung anleiten sollen. Die Gefängnisverwaltungen werden aufgefordert, die Regeln „nach dem Buchstaben und im Geiste dieser Prinzipien“ anzuwenden. Die Prinzipien lauten:
1. Alle Personen, denen die Freiheit entzogen wurde, sind unter Achtung ihrer Menschenrechte zu behandeln.
2. Personen, denen die Freiheit entzogen wurde, behalten alle Rechte, welche ihnen nicht rechtmäßig durch die Verhängung der Freiheitsstrafe oder der Untersuchungshaft entzogen wurden.
3. Die Beschränkungen, denen Personen im Freiheitsentzug unterworfen werden, sollen auf das notwendige Mindestmaß beschränkt werden und in angemessenem Verhältnis zu den Zielen stehen, für welche sie verhängt wurden.
4. Haftbedingungen, welche die Menschenrechte der Gefangenen einschränken dürfen nicht mit Mangel an Ressourcen gerechtfertigt werden.
5. Das Leben im Gefängnis soll so weit wie möglich den positiven Aspekten des Lebens in der Gesellschaft entsprechen.
6. Jeglicher Freiheitsentzug ist so zu organisieren, dass er die Wiedereingliederung der Gefangenen in die freie Gesellschaft erleichtert.
7. Zusammenarbeit mit den sozialen Diensten außerhalb und, so weit wie möglich, Beteiligung der Zivilgesellschaft ist zu fördern.
8. Das Vollzugspersonal nimmt eine wichtige öffentliche Aufgabe wahr und seine Rekrutierung, Ausbildung und Arbeitsbedingungen soll sie in die Lage versetzen, hohe Standards bei der Behandlung der Gefangenen aufrechtzuerhalten.
9. Alle Gefängnisse sollen Gegenstand regelmäßiger staatlicher Inspektionen und einer unabhängigen Überwachung (monitoring) sein.

## Inhalte
Die Europäischen Gefängnisregeln enthalten detaillierte Regelungen zu den Haftbedingungen von der Aufnahme und Unterbringung, über Hygiene, Bekleidung, Rechtsberatung, Außenkontakte, Arbeit, Ausbildung, Religions- und Weltanschauungsfreiheit, Eigentum der Gefangenen, Verlegung, Entlassungsvorbereitung. Sie enthalten spezielle Regelungen für Frauen, Jugendliche, Kleinkinder, Ausländer, sowie ethnische und sprachliche Minderheiten. Ein eigener, ausführlicher Teil ist der Gesundheitsfürsorge und den Pflichten des medizinischen Personals gewidmet. Ein weiterer ausführlicher Abschnitt betrifft die Anstaltsordnung und die Anstaltssicherheit sowie den Rechtsschutz der Gefangenen. Daran schließt sich ein Abschnitt, in dem die Auswahl, Ausbildung und Tätigkeit des Vollzugspersonals geregelt wird, an. Während der Großteil der Regeln alle Arten von Gefangenen betrifft, enthält der Schlussteil der Europäischen Gefängnisregeln einige Spezialvorschriften für den Vollzug der Untersuchungshaft einerseits und den Vollzug der Strafhaft andererseits.

## Praktische Bedeutung
Die Europäischen Gefängnisregeln hatten bisher in Deutschland eine sehr geringe Bedeutung. Dies lag einerseits an ihrem geringen Bekanntheitsgrad, andererseits aber auch an der Tatsache, dass ähnliche, teilweise genauere bzw. weitergehende Regelungen im deutschen Strafvollzugsgesetz (1976) vorhanden waren. Dies hat sich mit der Neufassung der Europäischen Gefängnisregeln geändert. Diese gehen jetzt in einer Reihe von Punkten über das geltende Strafvollzugsgesetz hinaus.
So wird ausdrücklich verlangt, dass
- Gefangene heimatnah untergebracht werden sollen;
- die Mindestgrösse der Hafträume im nationalen Recht festgelegt werden muss;
- Gefangenen täglich eine Stunde Bewegung im Freien zusteht bzw. bei ungünstiger Witterung eine Alternative;
- Gefangene während der Nacht grundsätzlich einzeln unterzubringen sind;
- Gefangene grundsätzlich ihre eigene Kleidung tragen dürfen;
- arbeitende Gefangene so weit wie möglich in das nationale Sozialversicherungssystem einbezogen werden sollen etc.

Die praktische Bedeutung der Europäischen Gefängnisregeln dürfte auch durch die Föderalismusreform steigen, welche die Gesetzgebung im Strafvollzug zur Ländersache gemacht hat. Soweit die Landesgesetzgebung hinter die bisherigen Regelungen des Strafvollzugsgesetzes zurückfällt, wird sie sich regelmäßig entgegenhalten lassen müssen, dass sie damit gegen die europäischen Strafvollzugsgrundsätze verstößt.

## Zusammenfassung
Die Europäischen Gefängnisregeln stellen ein umfassendes System zur Regelung der Haftbedingungen dar. Wiewohl sie formal nur Empfehlungen an die Regierungen der Mitgliedsstaaten des Europarates sind, kommt ihnen in der Praxis schon heute eine zunehmende praktische Bedeutung zu. Rechtsgeltung können sie allerdings nur durch einen Beschluss des Europaparlaments erhalten.